# 小行星3925
小行星3925（英語：3925 Tretʹyakov）是一颗围绕太阳公转的小行星。1977年9月19日，柳德米拉·瓦斯列娜·朱然勒娃在克里米亚发现了此天体。
这颗小行星的绝对星等为207.4846014721744等。